# Westsumba
Westsumba (Sumba Barat) ist ein Regierungsbezirk (Kabupaten) auf der indonesischen Insel Sumba. Er ist Teil der Provinz Nusa Tenggara Timur und liegt im Norden der Insel.

## Geographie
Der Kabupaten Sumba Barat erstreckt sich zwischen 9°22′24,27″ und 9°47′50,14″ s. Br. sowie zwischen 119°6′43,61″ und 119° 32′ 5,87″ ö.L. Der Regierungsbezirk zwängt sich wie ein Keil zwischen seine Nachbarn, den Regierungsbezirk Südwestsumba (Sumba Barat Daya) im Westen und Zentralsumba (Sumba Tengah) im Osten. Den Süden begrenzt die Küste des Indischen Ozeans.
Der Bezirk wurde 1958 zeitgleich mit Gründung der Provinz Nusa Tenggara Timur geschaffen und ist der flächenmäßig kleinste der Insel Sumba (6,70 %). Der Bevölkerungsanteil ist höher (18,62 %) und bildet die zweithöchste Bevölkerungsdichte.

## Verwaltungsgliederung
Der Regierungsbezirk Westsumba gliedert sich in 6 Distrikte (Kecamatan) mit 74 Dörfern, elf Dörfer davon haben einen urbanen Charakter.
| Code 1   | Kecamatan Distrikt    | Ibu Kota Verwaltungssitz | Fläche (km²) | Einwohner Census 2010 2 | Volkszählung 2020 | Volkszählung 2020 | Volkszählung 2020 | Anzahl der | Anzahl der |
| Code 1   | Kecamatan Distrikt    | Ibu Kota Verwaltungssitz | Fläche (km²) | Einwohner Census 2010 2 | Einwohner 3       | 0Dichte 40        | Sex Ratio 5       | Desa 6     | Kel. 7     |
| -------- | --------------------- | ------------------------ | ------------ | ----------------------- | ----------------- | ----------------- | ----------------- | ---------- | ---------- |
| 53.12.04 | Tana Righu            | Malata                   | 139,79       | 17.670                  | 23.416            | 167,5             | 103,7             | 18         | –          |
| 53.12.10 | Loli                  | Dokakaka                 | 132,36       | 27.103                  | 38.932            | 294,1             | 107,7             | 9          | 5          |
| 53.12.11 | Wanokaka              | Pogo Katoda              | 133,68       | 14.163                  | 18.811            | 140,7             | 104,2             | 14         | –          |
| 53.12.12 | Lamboya               | Kabukarudi               | 125,65       | 15.856                  | 22.059            | 175,6             | 105,2             | 11         | –          |
| 53.12.15 | Kota Waikabubak       | Waikabubak               | 44,71        | 28.874                  | 33.064            | 739,5             | 103,3             | 7          | 6          |
| 53.12.18 | Laboya Barat          | Hodi                     | 161,23       | 7.327                   | 8.815             | 54,7              | 105,5             | 4          | –          |
| 53.12    | Kabupaten Sumba Barat | Kabupaten Sumba Barat    | 737,42       | 110.993                 | 145.097           | 196,8             | 105,1             | 63         | 11         |

## Demografie
Zur Volkszählung im September 2020 (indonesisch Sensus Penduduk - SP2020) lebten im Regierungsbezirk Zentralsumba 145.097 Menschen, davon 70.759 Frauen (48,77 %) und 74.338 Männer (51,23 %). Gegenüber dem letzten Census (2010) stieg der Frauenanteil um 0,57 %. Mitte 2022 waren 70,60 Prozent der Einwohner Protestanten und 18,80 % Katholiken, zum Islam bekannten sich 4,345 %. 1011.69 Personen oder 67,54 % gehörten zur erwerbsfähigen Bevölkerung (15–64 Jahre); 27,25 % waren Kinder und 5,22 % im Rentenalter. Von der Gesamtbevölkerung waren 59,31 % ledig, 37,35 % verheiratet, 0,25 % geschieden und 3,09 % verwitwet. Der HDI-Index lag 2020 bei 63,53.